# Dioptaas
Het mineraal dioptaas is een koper-silicaat met de chemische formule CuSiO2(OH)2. Het behoort tot de cyclosilicaten.

## Eigenschappen
Het doorzichtig tot doorschijnend donkerblauwgroene, smaragdgroene of turquoise dioptaas heeft een glasglans, een groene streepkleur en de splijting van het mineraal is goed volgens het kristalvlak [1011]. Het kristalstelsel is trigonaal. Dioptaas heeft een gemiddelde dichtheid van 3,31, de hardheid is 5 en het mineraal is niet radioactief. De dubbelbreking van dioptaas is 0,0510 tot 0,0530.

## Naamgeving
De naam van het mineraal dioptaas is afgeleid van de Griekse woorden dia ("door") en optamai, dat "zicht" betekent.

## Voorkomen
Dioptaas is een secundair mineraal dat voorkomt in geoxideerde koperafzettingen. De typelocaties van dioptaas zijn Tsumeb en Cochab in Namibië en Altyn Tube in Kazachstan. Het mineraal wordt verder gevonden in de Christmas mijn, Gila county, Arizona, Verenigde Staten.

## Gebruik
Onder mineralenverzamelaars is dioptaas een heel erg gewild mineraal. Verder kent het geen toepassingen. Om als edelsteen te dienen is dioptaas zeker mooi genoeg, maar niet hard en sterk genoeg. Het wordt dus maar heel zelden tot een edelsteen geslepen.